# Cuneo megye
Cuneo megye (olaszul: Provincia di Cuneo, piemontiul: Provincia ëd Coni)  Piemont régió egyik megyéje. Olaszország harmadik legnagyobb megyéje. Asti megyével, Torino megyével, Imperia megyével, Savona megyével, és Franciaországgal határos. Székhelye Cuneo.

## Földrajz
A megyét a Cotti-Alpok , a Tengeri-Alpok ès a  Ligur-Alpok  veszik körül . Legfontosabb folyói a Pó és a  Tanaro.

## Történelem
1859-ben alakították ki, azóta területe nagyjából változatlan. A második világháború után csatoltak el pár települést Franciaországhoz.

## Községek
Cuneo megyében 250 település található.
- Acceglio
- Aisone
- Alba
- Albaretto della Torre
- Piemont
- Argentera
- Arguello
- Bagnasco
- Bagnolo Piemonte
- Baldissero d’Alba
- Barbaresco
- Barge
- Barolo
- Bastia Mondovì
- Battifollo
- Beinette
- Bellino
- Belvedere Langhe
- Bene Vagienna
- Benevello
- Bergolo
- Bernezzo
- Bonvicino
- Borgo San Dalmazzo
- Borgomale
- Bosia
- Bossolasco
- Boves
- Bra
- Briaglia
- Briga Alta
- Brondello
- Brossasco
- Busca
- Camerana
- Camo
- Canale
- Canosio
- Caprauna
- Caraglio
- Caramagna Piemonte
- Cardè
- Carrù
- Cartignano
- Casalgrasso
- Castagnito
- Casteldelfino
- Castellar
- Castelletto Stura
- Castelletto Uzzone
- Castellinaldo
- Castellino Tanaro
- Castelmagno
- Castelnuovo di Ceva
- Castiglione Falletto
- Castiglione Tinella
- Castino
- Cavallerleone
- Cavallermaggiore
- Celle di Macra
- Centallo
- Ceresole Alba
- Cerretto Langhe
- Cervasca
- Cervere
- Ceva
- Cherasco
- Chiusa di Pesio
- Cigliè
- Cissone
- Clavesana
- Corneliano d’Alba
- Cortemilia
- Cossano Belbo
- Costigliole Saluzzo
- Cravanzana
- Crissolo
- Cuneo
- Demonte
- Diano d’Alba
- Dogliani
- Dronero
- Elva
- Entracque
- Envie
- Farigliano
- Faule
- Feisoglio
- Fossano
- Frabosa Soprana
- Frabosa Sottana
- Frassino
- Gaiola
- Gambasca
- Garessio
- Genola
- Gorzegno
- Gottasecca
- Govone
- Grinzane Cavour
- Guarene
- Igliano
- Isasca
- La Morra
- Lagnasco
- Lequio Berria
- Lequio Tanaro
- Lesegno
- Levice
- Limone Piemonte
- Lisio
- Macra
- Magliano Alfieri
- Magliano Alpi
- Mango
- Manta
- Marene
- Margarita
- Marmora
- Marsaglia
- Martiniana Po
- Melle
- Moiola
- Mombarcaro
- Mombasiglio
- Monastero di Vasco
- Monasterolo Casotto
- Monasterolo di Savigliano
- Monchiero
- Mondovì
- Monesiglio
- Monforte d’Alba
- Montaldo Roero
- Montaldo di Mondovì
- Montanera
- Montelupo Albese
- Montemale di Cuneo
- Monterosso Grana
- Monteu Roero
- Montezemolo
- Monticello d’Alba
- Montà
- Moretta
- Morozzo
- Murazzano
- Murello
- Narzole
- Neive
- Neviglie
- Niella Belbo
- Niella Tanaro
- Piemont
- Nucetto
- Oncino
- Ormea
- Ostana
- Paesana
- Pagno
- Pamparato
- Paroldo
- Perletto
- Perlo
- Peveragno
- Pezzolo Valle Uzzone
- Pianfei
- Piasco
- Pietraporzio
- Piobesi d’Alba
- Piozzo
- Pocapaglia
- Polonghera
- Pontechianale
- Pradleves
- Prazzo
- Priero
- Priocca
- Priola
- Prunetto
- Racconigi
- Revello
- Rifreddo
- Rittana
- Roaschia
- Roascio
- Robilante
- Roburent
- Rocca Cigliè
- Rocca de’ Baldi
- Roccabruna
- Roccaforte Mondovì
- Roccasparvera
- Roccavione
- Rocchetta Belbo
- Roddi
- Roddino
- Rodello
- Rossana
- Ruffia
- Sale San Giovanni
- Sale delle Langhe
- Saliceto
- Salmour
- Saluzzo
- Sambuco
- Sampeyre
- San Benedetto Belbo
- San Damiano Macra
- San Michele Mondovì
- Sanfront
- Sanfrè
- Sant’Albano Stura
- Santa Vittoria d’Alba
- Santo Stefano Belbo
- Santo Stefano Roero
- Savigliano
- Scagnello
- Scarnafigi
- Serralunga d’Alba
- Serravalle Langhe
- Sinio
- Somano
- Sommariva Perno
- Sommariva del Bosco
- Stroppo
- Tarantasca
- Torre Bormida
- Torre Mondovì
- Torre San Giorgio
- Torresina
- Treiso
- Trezzo Tinella
- Trinità
- Valdieri
- Valgrana
- Valloriate
- Valmala
- Venasca
- Verduno
- Vernante
- Verzuolo
- Vezza d’Alba
- Vicoforte
- Vignolo
- Villafalletto
- Villanova Mondovì
- Villanova Solaro
- Villar San Costanzo
- Vinadio
- Viola
- Vottignasco

### Fordítás
- Ez a szócikk részben vagy egészben  a   Provincia di Cuneo című olasz Wikipédia-szócikk fordításán alapul.  Az eredeti cikk szerkesztőit annak laptörténete sorolja fel. Ez a jelzés csupán a megfogalmazás eredetét és a szerzői jogokat jelzi, nem szolgál a cikkben szereplő információk forrásmegjelöléseként.